# Twins (gruppo musicale)
Le Twins sono un duo cantopop femminile di Hong Kong, creato nell'estate del 2001 dall'Emperor Entertainment Group (EEG). Il duo è composto da Charlene Choi Cheuk-Yin e Gillian Chung Yan-Tung. Sono popolari ad Hong Kong, oltre ad essere un gruppo da hit parade in Cina. La loro fama ha raggiunto paesi quali Giappone, Singapore, Thailandia, Malaysia, Canada, Australia e Stati Uniti. La musica del duo è sempre stata indirizzata ad un pubblico giovanissimo, tuttavia nel 2004 le due cantanti hanno iniziato ad attrarre un pubblico maggiore spaziando in generi musicali diversi.

## Storia del gruppo
Charlene Choi è nata Vancouver, Canada il 22 novembre 1982. Gillian Chung è nata a Hong Kong il 21 gennaio 1981. Prima di firmare il contratto con l'Emperor Entertainment Group, la Chung studiava al Royal Melbourne Institute of Technology a Melbourne, Australia. La Chung ha anche lavorato come modella durante una delle sue vacanze estive a Hong Kong.
Similmente alla Chung, anche la Choi è stata una modella, apparsa in diversi spot pubblicitari. È diventata famosa dopo la partecipazione al programma televisivo Y2K, su Radio Television Hong Kong.
Entrambe le ragazze hanno catturato l'attenzione della manager dell'Emperor Entertainment Group, Mani Fok (霍汶希). In uno degli episodi della serie televisiva Be My Guest, Mani è stata intervistata a proposito della sua scoperta di queste due ragazze. Lei stessa ha dichiarato che era stato il caso a farle selezionare le due cantanti da un catalogo che presentava migliaia di potenziali giovani candidate. Successivamente le due ragazze hanno partecipato ad un'audizione, e sono state messe insieme per formare il duo musicale conosciuto come "Twins".

## Storia

### Le origini
Dopo la formazione del duo, le Twins hanno dato avvio alla loro carriera musicale nell'estate del 2001, e furono subito acclamate per la canzone "明愛暗戀補習社". Inizialmente hanno collaborato con MSN per produrre nuove pagine personali e giochi online. Il loro primo EP del 2001, Twins (AVEP), ha ottenuto il disco di platino nella prima settimana di vendita. Durante i loro primi due anni, le Twins hanno pubblicato tre EP e tre album, e tutti hanno riscosso un gran successo di vendite. Molte loro canzoni sono rimaste per varie settimane sul podio di diverse classifiche musicali. I successi conseguiti le hanno aiutate a cementare la loro popolarità in mezzo ad altri nuovi cantanti.
Le Twins hanno tenuto il loro primo concerto nel 2002, ed altri tre nel 2003, uno dei quali è stato tenuto a Canton. Tra il 2001 e il 2003, hanno ricevuto in totale 72 premi.
Durante la cerimonia per gli Hong Kong Entertainment Awards del 2006, la Choi in lacrime ha ammesso che ci sono state delle critiche alla capacità canora delle Twins.
Nel febbraio 2007, hanno celebrato il sesto anno insieme nell'industria musicale di Hong Kong. Hanno pubblicato un CD/DVD specialmente per l'evento (Sixth Anniversary New + Best Selection CD/DVD). Nel settembre dello stesso anno, le Twins si sono imbarcate in un tour con diverse tappe in città del Nord America; hanno partecipato come ospiti speciali i Sun Boy'Z. Alcune tappe internazionali hanno incluso San Francisco, Toronto, e Atlantic City. Questo tour è stato il primo che il duo ha affrontato completamente su territorio statunitense.
Nei primi giorni di gennaio 2008, le Twins hanno vinto due premi importanti ai 2007 Jade Solid Gold Top 10 Awards; uno come Gruppo più Popolare, e l'altro come Gruppo Femminile più Popolare della Regione dell'Asia Pacifica.

### L'effetto Twins
Al tempo in cui le Twins diedero inizio alla loro carriera di cantanti c'erano ancora pochi gruppi cantopop. Dopo il loro successo, altri produttori musicali si resero conto che c'erano vastissime possibilità di mercato per gruppi musicali simili. Come risultato, seguirono un gran numero di gruppi a immagine e somiglianza delle Twins.

### 2005: voci di scioglimento
Nel dicembre 2005 girava una voce secondo la quale le due cantanti si sarebbero separate. Tuttavia, nel 2006 le ragazze hanno partecipato insieme agli MTV Asia Awards in Thailandia, smentendo le voci. Il gruppo fu nominato e vinse il premio come Artista Preferito di Hong Kong.

### 2008
Le Twins hanno annunciato la loro temporanea separazione nel luglio del 2008. Charlene si è mostrata, però, altamente ottimista riguardo ad una possibile riunione, in futuro.
Il 16 gennaio 2009, durante un'intervista su My 2008 (我的2008) della TVB, la Choi ha spiegato come riuscisse a tenere a bada i media. Durante i trentunesimi RTHK Top 10 Gold Songs Awards avvenuti nel gennaio del 2009, la Choi ha confermato che le Twins torneranno insieme.

### 2009
Gillian ha iniziato a lavorare di nuovo nel marzo di questo anno, ed ha confermato che le Twins torneranno insieme ad un concerto per festeggiare il decimo anniversario della EEG.

### 2010
Dopo il periodo di lontananza, le Twins sono tornate insieme.

### Film
le Twins hanno dato inizio alla loro carriera cinematografica con il film Summer Breeze of Love, del 2002. Sebbene abbiano fatto il primo passo nella carriera cinematografica insieme, e siano conosciute come duo musicale, sugli schermi non cantano mai.

### Spot pubblicitari
Oltre alla carriera musicale, le Twins hanno partecipato anche a numerosi spot pubblicitari. Tra il 2001 e il 2005 hanno pubblicizzato più 10 prodotti l'anno, inclusi grandi nomi quali Nokia, Epson, Coca-Cola, LG e molti altri.

## Campagne sociali
Le Twins sono state selezionate anche per promuovere diverse campagne sociali ad Hong Kong, a partire dalle attività estive dell'Hong Kong Home Affairs Bureau, nel luglio 2003.

## Discografia
| Anno di pubblicazione | Nome dell'album                                               | Lingua           |
| --------------------- | ------------------------------------------------------------- | ---------------- |
| Agosto 2001           | Twins (AVEP)                                                  | Cantonese        |
| Novembre 2001         | 愛情當入樽 (Love Slam Dunk)                                   | Cantonese        |
| Gennaio 2002          | 雙生兒 (Twins)                                                | Cantonese        |
| Maggio 2002           | 我們的紀念冊 (Our Souvenir)                                   | Cantonese        |
| Agosto 2002           | Amazing Album                                                 | Cantonese        |
| Novembre 2002         | Happy Together [Best Selections]                              | Cantonese        |
| Maggio 2003           | Touch of Love                                                 | Cantonese        |
| Settembre 2003        | Evolution                                                     | Cantonese        |
| Gennaio 2004          | Magic                                                         | Cantonese        |
| Giugno 2004           | Girl Power                                                    | Cantonese        |
| Dicembre 2004         | Such A Better Day [Best Selections]                           | Cantonese        |
| Marzo 2005            | 見習愛神 (Trainee Cupid)                                      | cinese           |
| Giugno 2005           | Samba                                                         | Cantonese        |
| Dicembre 2005         | 一時無兩 (The Missing Piece)                                  | Cantonese        |
| June 2006             | 八十塊環遊世界 (Around the World with $80)                    | cinese           |
| Settembre 2006        | Ho Hoo Tan                                                    | Cantonese        |
| Febbraio 2007         | 我們相愛6年 (Our Love - Sesto Anniversario) [Best Selections] | Cantonese/cinese |
| Settembre 2007        | Twins Party                                                   | Cantonese        |
| Gennaio 2008          | 桐話妍語 (Il discorso di Gillian, le parole di Charlene)      | cinese           |
| Gennaio 2008          | 最愛笑迎鼠                                                    | Cantonese        |

## Carriera cinematografica
Seguono i film in cui hanno recitato entrambe Charlene e Gillian:
- 14 giugno 2002 Summer Breeze of Love (這個夏天有異性)
- 19 settembre 2002 Just One Look (一碌蔗)
- 23 giugno 2003 Twins Effect (千機變)
- 6 novembre 2003 The Death Curse' (古宅心慌慌)
- 15 gennaio 2004 Fantasia (鬼馬狂想曲)
- 3 febbraio 2004 Protege de la Rose Noire (見習黑玫瑰)
- 8 aprile 2004 Love on Rocks (戀情告急)
- 6 agosto 2004 Twins Effect II (千機變II: 花都大戰)
- 25 novembre 2004 6 AM (大無謂)
- 24 marzo 2005 House of Fury (精武家庭)
- 21 luglio 2005 Bug Me Not! (蟲不知)
- 15 febbraio 2007 Twins Mission (雙子神偷)
- 6 settembre 2007 Naraka19..(地獄第19層)

## Tournée
- 13-15 settembre 2002 Meraviglioso Show Ichiban (Twins Ichiban 興奮演唱會)
- 18-19 gennaio 2003 Meraviglioso Show Matsunichi Twins Guangzhou (松日Twins廣州興奮演唱會)
- 25 giugno 2003 Concerto musicale Tou Hao Ren Wu Chang Hao (頭號人物唱好音樂會)
- 2 agosto 2003 Concerto Netvigator NETCash Pop-up ( 網上行叱吒樂壇Pop-Up音樂會)
- 31 dicembre 2003 - 4 gennaio 2004 Concerto Matsunichi Twins 04 (Twins 04 好玩演唱會)
- 3 giugno 2005 Concerto Starlight Amusement Park (Australia)
- 4-7 gennaio 2006 Concerto Incomparabile Twins Star Mobile (Twins 星Mobile 一時無兩演唱會)
- 18-19 agosto 2006 Concerto delle Twins a Genting Malaysia
- 15 settembre 2007 Twins in Concerto al Cow Palace, San Francisco/Daly city[5]
- 18 settembre 2007 Concerto delle Twins a Toronto al Casino Rama (我們相愛6年)
- 22-23 settembre 2007 Tour Mondiale per il Sesto Anniversario delle Twins 2007 (Atlantic City) (Twins 我們相愛6年 環遊世界[大西洋城]演唱會)

## Album fotografici
- Novembre 2001: Twins 1+1 Photo Album' 96 pagine
- Agosto 2001: Twins Love The Colorful Travel 112 pagine
- Agosto 2003: Twins Love Hong Kong 112 pagine